# Tournoi de clôture du championnat d'Argentine de football 1997
Navigation
Tournoi précédent Tournoi suivant
Le tournoi de clôture de la saison 1997 du Championnat d'Argentine de football est le second tournoi semestriel de la 67e édition du championnat de première division en Argentine. Les vingt équipes sont regroupées au sein d'une poule unique où elles affrontent une fois chacun de leurs adversaires. Un classement cumulé sur les trois dernières années permet de déterminer les deux équipes reléguées à l'issue du tournoi.
C'est le club de River Plate, déjà vainqueur du tournoi Ouverture, qui remporte à nouveau le tournoi après avoir terminé en tête du classement final, avec six points d'avance sur un duo composé du Colón (Santa Fe) et de Newell's Old Boys (Rosario). C'est le 28e titre de champion d'Argentine de l'histoire du club, qui devient la deuxième équipe (après Velez Sarsfield la saison dernière) à remporter deux tournois consécutifs depuis leur instauration en 1991.

## Qualifications continentales
Le vainqueur du tournoi Clôture est automatiquement qualifié pour la Copa Libertadores 1998 où il rejoint le vainqueur du tournoi Ouverture. Puisque cette saison, River Plate a remporté les deux tournois, un barrage entre les dauphins des deux tournois est mis en place pour attribuer la deuxième place en Copa Libertadores. Le classement cumulé des tournois Ouverture et Clôture permet de désigner les deux clubs qualifiés pour la prochaine édition de la Copa CONMEBOL.

## Les clubs participants
| \| Buenos Aires La Plata Rosario Jujuy Santa Fe Corrientes \| Villes représentées lors de la saison 1996-1997 |
| Buenos Aires La Plata Rosario Jujuy Santa Fe Corrientes                                                       |

- Banfield
- Huracán (Corrientes)
- Gimnasia y Esgrima (La Plata)
- Gimnasia y Esgrima (Jujuy)
- Rosario Central
- Unión de Santa Fe
- Boca Juniors
- Ferro Carril Oeste
- Colón (Santa Fe)
- Deportivo Español
- Independiente
- Lanús
- Newell's Old Boys (Rosario)
- Platense
- Racing Club
- San Lorenzo de Almagro
- Estudiantes (La Plata)
- Huracán
- River Plate
- Vélez Sársfield

## Compétition
Le barème utilisé pour établir le classement est le suivant :
- Victoire : 3 points
- Match nul : 1 point
- Défaite : 0 point

### Classement
| Rang | Équipe                        | Pts | J  | G  | N | P  | Bp | Bc | Diff |
| ---- | ----------------------------- | --- | -- | -- | - | -- | -- | -- | ---- |
| 1    | River PlateT                  | 41  | 19 | 12 | 5 | 2  | 37 | 20 | +17  |
| 2    | Colón (Santa Fe)              | 35  | 19 | 9  | 8 | 2  | 36 | 28 | +8   |
| 3    | Newell's Old Boys (Rosario)   | 35  | 19 | 10 | 5 | 4  | 23 | 20 | +3   |
| 4    | Independiente                 | 34  | 19 | 9  | 5 | 5  | 38 | 21 | +17  |
| 5    | Vélez Sársfield               | 32  | 19 | 9  | 3 | 7  | 25 | 18 | +7   |
| 6    | San Lorenzo de Almagro        | 30  | 19 | 9  | 3 | 7  | 32 | 22 | +10  |
| 7    | Racing Club                   | 27  | 19 | 7  | 6 | 6  | 24 | 22 | +2   |
| 8    | Platense                      | 26  | 19 | 6  | 8 | 5  | 21 | 22 | -1   |
| 9    | Boca Juniors                  | 25  | 19 | 6  | 7 | 6  | 34 | 32 | +2   |
| 10   | Ferro Carril Oeste            | 24  | 19 | 5  | 9 | 5  | 24 | 22 | +2   |
| 11   | Lanús                         | 24  | 19 | 6  | 6 | 7  | 22 | 21 | +1   |
| 12   | Unión (Santa Fe)              | 24  | 19 | 6  | 6 | 7  | 31 | 36 | -5   |
| 13   | Gimnasia y Esgrima (La Plata) | 23  | 19 | 6  | 5 | 8  | 19 | 25 | -6   |
| 14   | Huracán                       | 22  | 19 | 5  | 7 | 7  | 22 | 33 | -11  |
| 15   | Huracán (Corrientes)          | 21  | 19 | 4  | 9 | 6  | 21 | 28 | -7   |
| 16   | Estudiantes (La Plata)        | 19  | 19 | 5  | 4 | 10 | 22 | 26 | -4   |
| 17   | Deportivo Español             | 19  | 19 | 4  | 7 | 8  | 19 | 25 | -6   |
| 18   | Rosario Central               | 18  | 19 | 4  | 6 | 9  | 24 | 27 | -3   |
| 19   | Banfield                      | 16  | 19 | 4  | 4 | 11 | 20 | 32 | -12  |
| 20   | Gimnasia y Esgrima (La Plata) | 14  | 19 | 2  | 8 | 9  | 21 | 35 | -14  |

|  | Qualification directe pour la Copa Libertadores 1998 |
|  | T : Tenant du titre                                  |

### Barrage pré-Copa Libertadores
River Plate ayant remporté à la fois les tournois Ouverture et Clôture, un barrage doit être organisé entre ses dauphins pour déterminer le deuxième club qui l'accompagne en Copa Libertadores 1998. La rencontre oppose donc le Independiente, deuxième lors du tournoi Ouverture 1995 et le Colón (Santa Fe).
| 3 décembre 1997 | Colón (Santa Fe) | 1 - 0 | Independiente | Estadio Néstor Díaz Pérez, Lanús |
|                 | Delgado 95e      |       |               |                                  |

### Classement cumulé
Un classement cumulé des tournois Ouverture et Clôture permet de déterminer les deux équipes qualifiées pour la Copa CONMEBOL 1997. Il s'agit des deux meilleures équipes au classement qui ne sont pas invitées à participer à la Supercopa Sudamericana 1997. En tant que vainqueur de la Copa CONMEBOL 1996, Lanús prend automatiquement une des deux places réservées à la fédération argentine.
| Rang | Équipe                        | Pts | J  | G  | N  | P  | Bp | Bc | Diff |
| ---- | ----------------------------- | --- | -- | -- | -- | -- | -- | -- | ---- |
| 1    | River Plate Ouv Clo           | 87  | 38 | 27 | 6  | 5  | 89 | 42 | +47  |
| 2    | Independiente                 | 71  | 38 | 21 | 8  | 9  | 72 | 43 | +29  |
| 3    | LanúsC3                       | 61  | 38 | 16 | 13 | 9  | 45 | 33 | +12  |
| 4    | Colón (Santa Fe)              | 61  | 38 | 15 | 16 | 7  | 62 | 52 | +10  |
| 5    | Newell's Old Boys (Rosario)   | 61  | 38 | 17 | 10 | 11 | 47 | 46 | +1   |
| 6    | Racing Club                   | 59  | 38 | 16 | 11 | 11 | 55 | 46 | +9   |
| 7    | San Lorenzo de Almagro        | 57  | 38 | 17 | 6  | 15 | 56 | 46 | +10  |
| 8    | Vélez Sarsfield               | 55  | 38 | 15 | 10 | 13 | 54 | 51 | +3   |
| 9    | Boca Juniors                  | 50  | 38 | 13 | 11 | 14 | 70 | 65 | +5   |
| 10   | Gimnasia y Esgrima (La Plata) | 50  | 38 | 13 | 11 | 14 | 40 | 45 | -5   |
| 11   | Rosario Central               | 49  | 38 | 12 | 13 | 13 | 59 | 55 | +4   |
| 12   | Platense                      | 47  | 38 | 11 | 14 | 13 | 46 | 52 | -6   |
| 13   | Ferro Carril Oeste            | 46  | 38 | 10 | 16 | 12 | 56 | 57 | -1   |
| 14   | Estudiantes (La Plata)        | 44  | 38 | 12 | 8  | 18 | 49 | 54 | -5   |
| 15   | Unión (Santa Fe)              | 44  | 38 | 11 | 11 | 16 | 55 | 63 | -8   |
| 16   | Huracán (Corrientes)          | 40  | 38 | 8  | 16 | 14 | 52 | 68 | -16  |
| 17   | Gimnasia y Esgrima (Jujuy)    | 39  | 38 | 8  | 15 | 15 | 39 | 54 | -15  |
| 18   | Huracán                       | 38  | 38 | 8  | 14 | 16 | 43 | 69 | -26  |
| 19   | Deportivo Español             | 35  | 38 | 6  | 17 | 15 | 37 | 50 | -13  |
| 20   | Banfield                      | 29  | 38 | 7  | 8  | 23 | 34 | 70 | -36  |

|  | Qualification directe pour la Copa Libertadores 1998                                                                           |
|  | Qualification directe pour la Copa CONMEBOL 1997                                                                               |
|  | Invitation pour la Supercopa Sudamericana 1997                                                                                 |
|  | Ouv : Vainqueur du tournoi d'Ouverture 1996 Clo : Vainqueur du tournoi de Clôture 1997 C3 : Vainqueur de la Copa CONMEBOL 1996 |

- River Plate est à la fois qualifié pour la Copa Libertadores 1998 et invité à participer à la Supercopa Sudamericana 1997.
- Colón (Santa Fe) est à la fois qualifié pour la Copa Libertadores 1998 et la Copa CONMEBOL 1997.

### Table de relégation
Un classement cumulé des trois dernières saisons du championnat permet de déterminer les deux équipes reléguées en Primera B. Compte tenu du changement de barème depuis deux saisons, l'ensemble des victoires est ramené à 2 points pour éviter de fausser le classement cumulé.
| Rang | Équipe                        | Pts   | J   | G | N | P | Bp | Bc | Diff |
| ---- | ----------------------------- | ----- | --- | - | - | - | -- | -- | ---- |
| 1    | Velez Sarsfield               | 1,307 | 114 |   |   |   |    |    |      |
| 2    | River Plate Ouv Clo           | 1,280 | 114 |   |   |   |    |    |      |
| 3    | Lanús                         | 1,166 | 114 |   |   |   |    |    |      |
| 4    | San Lorenzo de Almagro        | 1,149 | 114 |   |   |   |    |    |      |
| 5    | Gimnasia y Esgrima (La Plata) | 1,131 | 114 |   |   |   |    |    |      |
| 6    | Racing Club                   | 1,122 | 114 |   |   |   |    |    |      |
| 7    | Boca Juniors                  | 1,114 | 114 |   |   |   |    |    |      |
| 8    | Independiente                 | 1,070 | 114 |   |   |   |    |    |      |
| 9    | Colón (Santa Fe)              | 1,065 | 76  |   |   |   |    |    |      |
| 10   | Rosario Central               | 1,026 | 114 |   |   |   |    |    |      |
| 11   | Newell's Old Boys (Rosario)   | 1,026 | 114 |   |   |   |    |    |      |
| 12   | Estudiantes (La Plata)        | 1,000 | 76  |   |   |   |    |    |      |
| 13   | Huracán                       | 0,912 | 114 |   |   |   |    |    |      |
| 14   | Platense                      | 0,912 | 76  |   |   |   |    |    |      |
| 15   | Ferro Carril Oeste            | 0,894 | 114 |   |   |   |    |    |      |
| 16   | Unión (Santa Fe)              | 0,868 | 38  |   |   |   |    |    |      |
| 17   | Gimnasia y Esgrima (Jujuy)    | 0,859 | 114 |   |   |   |    |    |      |
| 18   | Deportivo Español             | 0,850 | 114 |   |   |   |    |    |      |
| 19   | Huracán (Corrientes)          | 0,842 | 38  |   |   |   |    |    |      |
| 20   | Banfield                      | 0,728 | 114 |   |   |   |    |    |      |

|  | Relégation directe en Primera B                                                        |
|  | Ouv : Vainqueur du tournoi d'Ouverture 1996 Clo : Vainqueur du tournoi de Clôture 1997 |

## Bilan de la saison
| Championnat d'Argentine de football 1997 |                                                                                           |
| Champion                                 | River Plate (28e titre)                                                                   |
| Qualifications continentales             |                                                                                           |
| Copa Libertadores 1998                   | River Plate Colón (Santa Fe)                                                              |
| Copa CONMEBOL 1997                       | Lanús (tenant du titre) Colón (Santa Fe)                                                  |
| Supercopa Sudamericana 1997              | Independiente River Plate Boca Juniors Racing Club Velez Sarsfield Estudiantes (La Plata) |
| Promotions et relégations                |                                                                                           |
| Promus en Primera Division               | Argentinos Juniors Gimnasia y Tiro (Salta)                                                |
| Relégués en Primera B Nacional           | Banfield Huracán (Corrientes)                                                             |